# ان‌جی‌سی ۳۴۳
ان‌جی‌سی ۳۴۳ (انگلیسی: NGC 343) نام یک کهکشان در صورت فلکی نهنگ است.